# Gugē (berg)
Gugē är ett berg i Etiopien.   Det ligger i regionen Southern Nations, i den sydvästra delen av landet, 300 km söder om huvudstaden Addis Abeba. Toppen på Gugē är 4 200 meter över havet.
Terrängen runt Gugē är bergig söderut, men norrut är den kuperad. Gugē är den högsta punkten i trakten. Runt Gugē är det ganska tätbefolkat, med 248 invånare per kvadratkilometer. Närmaste större samhälle är Ārba Minch', 19,3 km söder om Gugē. Omgivningarna runt Gugē är en mosaik av jordbruksmark och naturlig växtlighet.